# Primera plana
Primera plana (The Front Page) es una película estadounidense de 1974, dirigida por Billy Wilder y basada en la obra de teatro homónima de Ben Hecht y Charles MacArthur. Antes había sido llevada a la pantalla por Lewis Milestone en 1931 (Un gran reportaje) y Howard Hawks en 1940 (His Girl Friday).

## Resumen
El reportero del Chicago Examiner Hildebrand "Hildy" Johnson (Jack Lemmon) acaba de dejar su trabajo para contraer matrimonio con Peggy Grant (Susan Sarandon) y emprender una nueva carrera ante la desesperación de su director Walter Burns (Walter Matthau), un hombre despiadado y egoísta, capaz de cualquier cosa por una noticia. Hildy está en la cárcel despidiéndose de sus colegas en la información de tribunales cuando Earl Williams (Austin Pendleton), un condenado por asesinato, se escapa del corredor de la muerte horas antes de su ejecución. Earl es un pobre diablo, un tipógrafo de izquierdas cuyo único delito había sido rellenar galletas de la suerte con mensajes pidiendo la libertad de Sacco y Vanzetti, pero la prensa amarilla de Chicago le ha retratado como un peligroso activista enviado por Moscú, y como consecuencia los ciudadanos están ansiosos por verle ajusticiado.
Pero Earl no ha escapado de la prisión, sólo se ha escondido, y entra en la sala de prensa buscando una vía de escape cuando únicamente Hildy está allí. Hildy no puede resistir la tentación de conseguir la que sería la mayor exclusiva de su carrera justo antes de su final, ridiculizando además a las fuerzas policiales y a los demás periodistas, y pide a Peggy que vaya  al tren ella sola mientras él termina el trabajo. Ante la aparición del resto de periodistas, ayuda a Earl a esconderse en un secreter en la misma sala de prensa y se pone en contacto con Walter, e intenta despistar a periodistas y funcionarios de la prisión para quedarse con la exclusiva. Sólo Mollie Malloy (Carol Burnett), otra desgraciada que se describe a sí misma como "una puta de a dos dólares de Division Street" está al corriente de la situación, y cuando los periodistas insisten en utilizar el secreter en que se esconde Earl, Mollie salta desde la ventana de la sala de prensa, en un tercer piso, para crear una distracción que permita a Hildy sacar a Earl del apuro.
Earl es capturado por la Policía, y Hildy y Walter son acusados de complicidad con el fugitivo, pero son liberados cuando se descubre que el director de la prisión y el sheriff del condado habían ocultado el indulto promulgado por el gobernador para su beneficio político. Walter acepta de mala gana la marcha de su reportero estrella, y le regala un reloj como señal de aprecio. Hildy y Peggy toman el tren con destino a su matrimonio, y mientras tanto el incorregible Walter telegrafía a la estación más próxima reclamando que la policía detenga al hombre que le ha robado su reloj.

## Entre líneas
Esta película hace ver que la prensa no siempre es veraz y objetiva. No busca la verdad, sino la mayor exclusiva, lo que más le guste al público y la venta de periódicos a base de mentiras, falsas noticias y primicias conseguidas de manera ilegal. En la película los periodistas se pasan la tarde jugando a las cartas y bebiendo alcohol, mientras sólo uno o dos buscan e investigan. Cuando uno de los periodistas que sí trabaja llama a la Redacción para informar lo que ha visto, los que lo escuchan se aprovechan de él y llaman a sus correspondientes periódicos dando una versión distorsionada de lo que ha dicho el primero. Es una exageración, pero no tanto. Los periodistas se comunican por teléfono o en persona.
Muestra en forma de parodia la época de la historia estadounidense de fuerte represión a los movimientos sociales conocida como el Temor rojo, en conjunto con la corrupción política y policial de los años 20, en la figura el sheriff y del alcalde (uno incompetente y otro, ambicioso, avaricioso y usuario de un burdel oriental).

## Curiosidades
Se cita la película Some Like It Hot (1959) protagonizada por Jack Lemmon cuando unos periodistas le dicen a Hildy «no trates de despistarnos como en la matanza de San Valentín», refiriéndose a que su personaje y el de Tony Curtis en la citada película logran despistar a unos gánsteres disfrazándose de mujeres. 
En el despacho donde se desarrolla casi todo el filme, hay una fotografía de Herbert Hoover (1874-1964), el trigésimo primer presidente de los Estados Unidos.